# Poa sichotensis
Poa sichotensis är en gräsart som beskrevs av N.S. Probatova. Poa sichotensis ingår i släktet gröen, och familjen gräs. Inga underarter finns listade i Catalogue of Life.